# جهينة الغربية
جهينة الغربية، مدينة مصرية تتبع مركز جهينة في محافظة سوهاج.

## السكان
حسب التعداد السكاني لعام 2006، بلغ إجمالي سكان جهينة الغربية 48,453 نسمة، منهم 24,739 ذكر و23,714 أنثى.